# Kyiv Donbas Development Group
Kyiv Donbas Development Group (KDD Group) — девелоперська компанія, що зареєстрована в Нідерландах. У 1994 році заснована холдингова компанія «Київ-Донбас» — батьківська компанія KDD Group.
Олександру Левіну належить 28,32 % акцій компанії KDD Group, 22,5 % акцій у братів В'ячеслава та Олександра Константіновських, 11,25 % — у дружини народного депутата Віктора Тополова Олени, 11 % — у Петра Сліпця і 3,54 % — у Валентина Мужчук.
Забудовнику належить скандальна недобудова Sky Tower з боргом у 6 млрд.

## Власність
- Товариство з обмеженою відповідальністю «Проектна компанія „Ярас“» (Україна).
- Компанія «Прасат Інвестмент Лімітед» (Кіпр).